# 只為了你
《只為了你》（日语： Anata e），2012年8月25日上映的日本電影。降旗康男執導、高倉健主演。電影改編自森澤明夫的小說。
此片是高倉出演的第205部電影，也是他自2006年中國電影《千里走單騎》六年以來首次主演電影，亦為其生前最後一部擔任男主角的電影。

## 情節
富山監獄的作業技官倉島英二（高倉健 飾）收到去世不久的愛妻倉島洋子（田中裕子 飾）生前寄給自己的信，「請把我的骨灰撒到故鄉的海裡」，遵照妻子的遺願，倉島從富山駕車出發，開始了到長崎1,200公里的旅途。

## 演員陣容
- 倉島英二：高倉健
- 倉島洋子：田中裕子
- 南原慎一：佐藤浩市
- 田宮裕司：草彅剛
- 濱崎多恵子：余貴美子
- 濱崎奈緒子：綾瀨遙
- 大浦卓也：三浦貴大
- 喜好燒店的客人：岡村隆史
- 大浦吾郎：大瀧秀治[2]
- 塚本和夫：長塚京三
- 塚本久美子：原田美枝子
- 警官：淺野忠信
- 杉野輝夫：北野武

## 製作
- 導演：降旗康男
- 劇本：青島武
- 音樂：林祐介
- 製作：市川南
- 企劃：市古聖智、林淳一郎
- 製作人：佐藤善宏、前田光治、小久保利己、進藤淳一
- 攝影：林淳一郎
- 照明：中村裕樹
- 錄音：本田孜
- 美術：矢內京子
- 装飾：鈴村高正
- 助理導演：宮村敏正
- 剪輯：菊地純一
- 視覺效果指導：立石勝
- 腳本設計：阿保知香子
- 音樂製作：和田亨
- 音響效果：佐佐木英世
- 製作統括：金澤清美
- 共同製作：藤原惠美子
- 製作統籌：傳野貴之
- 製作顧問：山田健一
- 小說「只為了你」森澤明夫（幻冬舍文庫）
- 製作公司：東寶電影
- 製作協力：Bricks
- 發行商：東寶
- 製作：「只為了你」製作委員會（東寶、朝日電視台、電通、日本經濟新聞社、幻冬舍、朝日放送、名古屋電視台、FM東京、Yahoo! JAPAN、日本出版販賣、九州朝日放送、北海道電視台、靜岡朝日電視台、中日新聞社、北海道新聞社、北日本新聞、北日本放送、富山電視台、鬱金香電視台、廣島HOME電視台、北陸朝日放送、東日本放送、長崎文化放送、山口朝日放送、瀨戶內海放送）

## 榮譽獎項
- 第36屆蒙特利爾電影節天主教人道獎特別獎[3]
- 第37回報知電影獎最佳男主角（高倉健）
- 第36回日本電影金像獎
  - 最佳男配角（大瀧秀治）[4]
  - 最佳女配角（余貴美子）[5]

## 外部連結
- 電影官方網站
- 東寶電影介紹
- 電影公開紀念特集
- 互联网电影数据库（IMDb）上《給親愛的你》的资料（英文）